# Nunatak Pjatimetrovyj
Der Nunatak Pjatimetrovyj (englische Transkription von russisch Нунатак Пятиметровый Nunatak Pjatimetrowy, deutsch ‚Fünf-Meter-Nunatak‘) ist ein isolierter Nunatak im ostantarktischen Coatsland. Er ragt nordwestlich des Omega-Nunataks auf.
Russische Wissenschaftler benannten ihn.